# Linda Fagerström
Anna Linda Christine Fagerström (Upplands Väsby, 17 de marzo de 1977) es una exfutbolista sueca que jugaba como centrocampista. 

## Trayectoria
Su primer equipo fue el Bälinge. En 1997 debutó con la selección sueca, con la que jugaría los Mundiales de 1999 y 2003, los Juegos Olímpicos de 2000 y 2004 y la Eurocopa 2001. 
Tras pasar por el Hammarby, en 2001 fichó por el Djurgarden, con el que jugaría la final de la Copa de Europa en 2005. Al año siguiente dejó tanto la Damallsvenskan como la selección, con la que jugó 97 partidos y marcó 7 goles. Se retiró en 2011 en el Bollstanäs, de Segunda División.